# Olympic Airlines
Pour les articles homonymes, voir Olympic.
Olympic Airlines (code AITA : OA ; code OACI : OAL) était la compagnie aérienne nationale grecque. Sa plateforme de correspondance était située à l’aéroport international d’Athènes. Fondée le 6 avril 1957, elle cessa toutes ses opérations le 29 septembre 2009 pour devenir Olympic Air.

## Histoire

### Origines
La première compagnie aérienne publique grecque Icare fut fondée en 1930 mais elle fit rapidement faillite. La Compagnie Grecque de Transport Aérien (Ε.Ε.Ε.Σ. Ελληνική Εταιρεία Εναέριων Συγκοινωνιών) lui succéda. En 1935, TAE (Techniques d'Exploitation Aéronautique Τεχνικαί Αεροπορικαί Εκμεταλλεύσεις), une compagnie privée vint lui faire concurrence.
En 1947, il y avait trois compagnies aériennes en Grèce : TAE, GAT / ΕΛΛ.Α.Σ. (Transport aérien hellénique / Ελληνικαί Αεροπορικαί Συγκοινωνίαι) et Lignes aériennes helléniques (Α.Μ.Ε. Αεροπορικαί Μεταφοραί Ελλάδος).

### Période Onassis
En 1951, la mauvaise santé financière de ces trois compagnies poussa l'État grec à les fusionner en une seule compagnie nationale : TAE. Mais la nouvelle compagnie aérienne, confrontée à de sérieuses difficultés financières, fit faillite dès 1955.
En juillet 1956, l'État hellénique passa un accord avec l'armateur Aristote Onassis et lui vendit la société. Elle conserva d'abord le nom de TAE puis, le 6 avril 1957, devint Olympic Airways (Ολυμπιακή Αεροπορία).
La nouvelle compagnie se développa rapidement. En 1960, elle fit voler ses premiers avions à réaction, des de Havilland Comet 4B. Dans le même temps, elle passa un accord de coopération avec  BEA pour des vols en partage de code et avec des équipages communs.

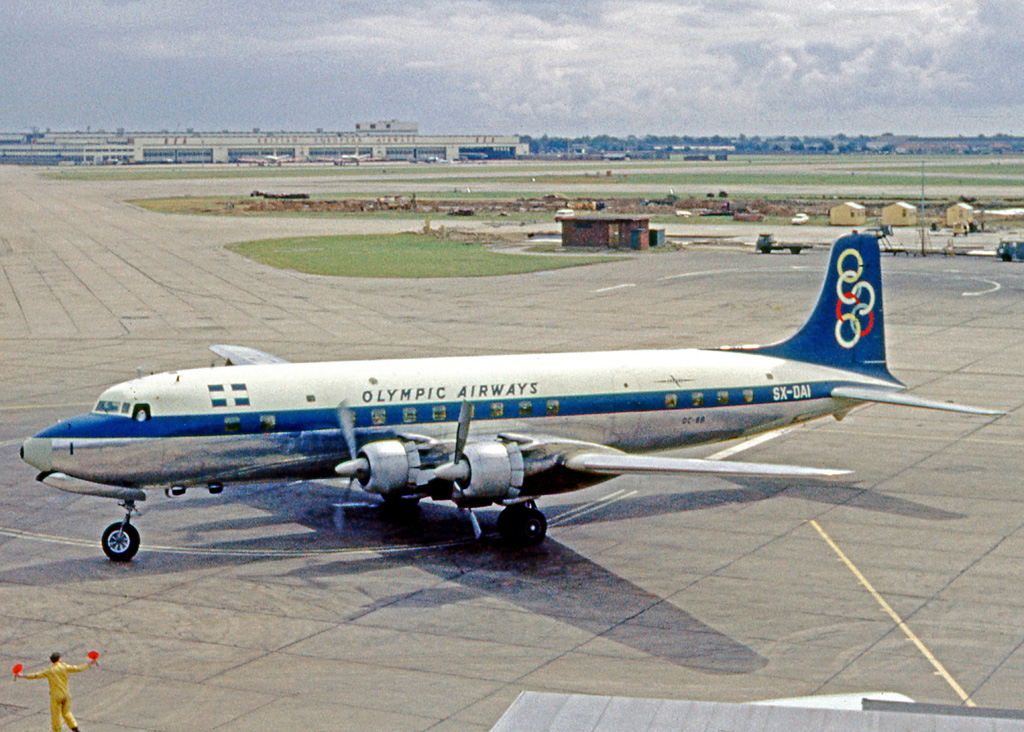
La compagnie a opéré des Douglas DC-6B de 1958 à 1972.

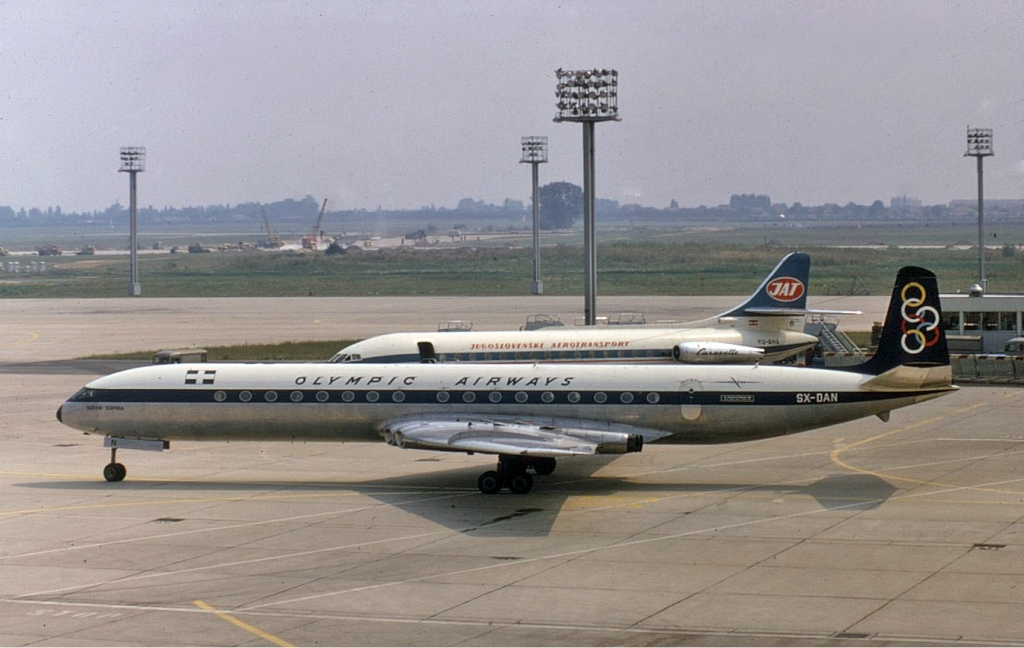
Un Comet d’Olympic Airways.

En 1966, Olympic reçut son premier Boeing 707-320, le « Ville d'Athènes » qui assurait un service non-stop  Athènes-New York (aéroport JFK). En 1968, Olympic reçut son premier Boeing 727-200 et commença à desservir l'Afrique, avec un aller-retour bi-hebdomadaire reliant Athènes à Nairobi et Johannesburg.
En 1971, Olympic créa une filiale, Olympic Aviation (Ολυμπιακή Αεροπλοϊα), pour desservir les îles grecques et acheta des Short Skyvan pour cette nouvelle filiale. En 1972, avec ses Boeing 707-320, Olympic se tourna vers l'Australie (Athènes-Sydney), deux fois par semaine via Bangkok et Singapour. Elle procéda également au renouvellement de sa flotte régionale en remplaçant ses DC-3 par des NAMC YS-11.
Puis, la compagnie mit en service 7 Boeing 720-051B d’occasion rachetés à Northwest Airlines et elle les utilisa entre 1972 et 1980. Olympic Airways montra son intérêt pour le Boeing 747 et le Concorde.

### Période post-Onassis
Le 22 janvier 1973, un accident changea radicalement le destin de la compagnie. Alexander, le fils d'Aristote Onassis se tua dans un accident d'avion à 25 ans. En juin 1973, Olympic Airways reçu son premier Boeing 747-248B immatriculé SX-OAA et quelques mois plus tard, Onassis vendit la totalité de ses actions d'Olympic à l'État grec et mourut peu après (en 1975). En 1976, Olympic acheta onze Boeing 737-200 et créa Olympic Catering, qui approvisionnait aussi bien Olympic que les autres compagnies faisant escale à Athènes.

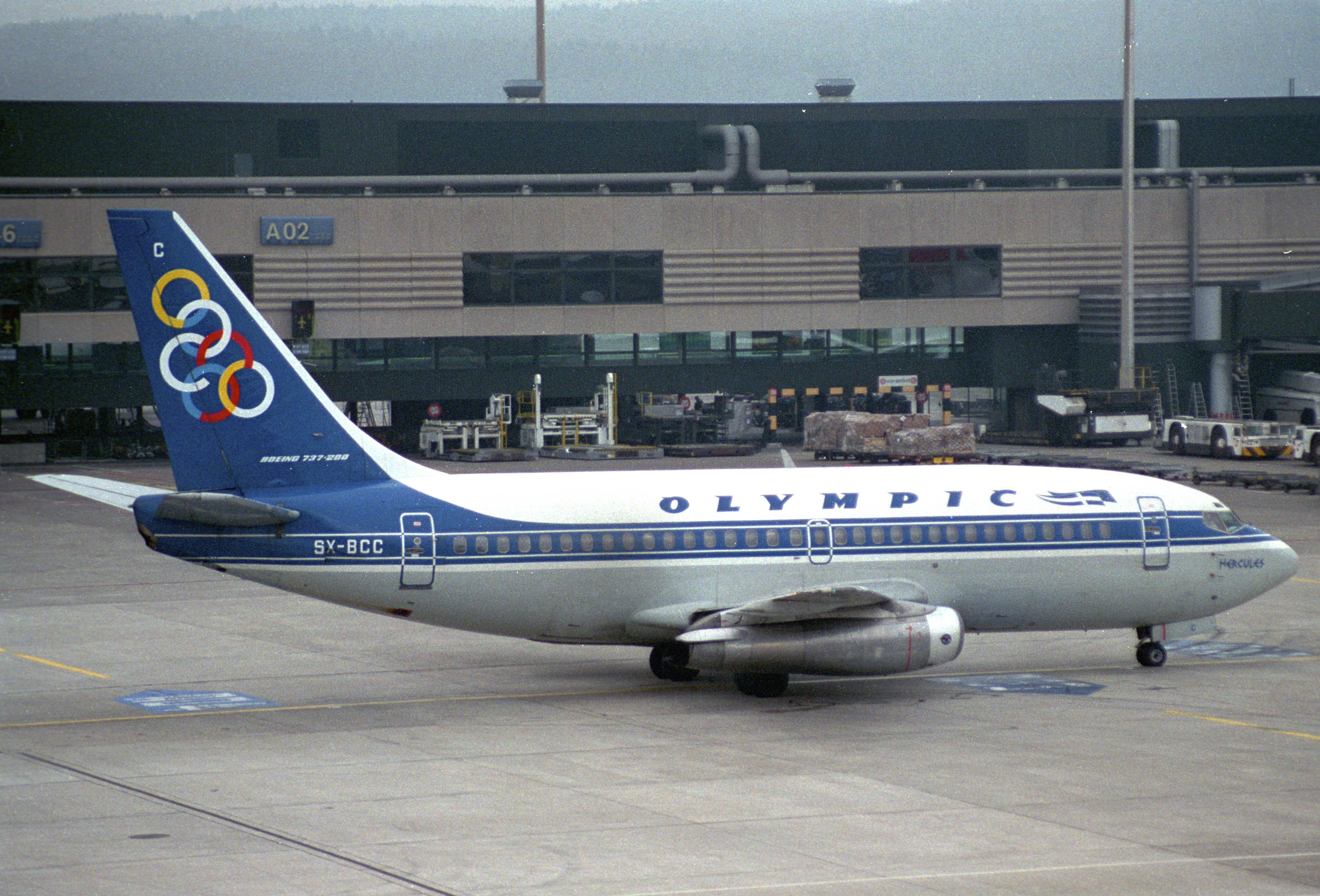
Boeing 737-200 d’Olympic Airways à l’aéroport de Zurich. Cet appareil a été acheté neuf en 1977 et a arrêté de voler pour OA en 2002.

Une année plus tard, dans un effort de réduction des coûts, Olympic cessa de desservir l'Australie, puis le Canada en 1978. Cette même année, Olympic passa commande de quatre Airbus A300, plus quatre options.

#### Catastrophe évitée
Le 9 août 1978 un Boeing 747 a failli s'écraser sur Athènes. L'avion était lourd, avec ses 160 tonnes de carburant et 418 personnes à bord. Pendant son décollage, le SX-OAA opérant le vol OA 411 à destination de New York a perdu l'usage du moteur 3. Les pilotes ont immédiatement rentré le train d'atterrissage à 35 pieds au-dessus du sol, à l'encontre des procédures. Les conditions étaient critiques. Afin de ne pas décrocher, les pilotes ont dû voler en palier. Alors qu'il survolait la ville d'Athènes, il ne volait qu'à environ 200 pieds, soit 64 mètres, puis 180 pieds à 140 nœuds. Ensuite, un léger vent de face a permis à l'appareil de prendre de la vitesse. Ils ont accéléré et pris progressivement de l'altitude et après avoir largué un peu de carburant, l'avion a atterri à l'ancien aéroport d'Athènes sans encombre. L'enquête a montré qu'une erreur d'interprétation de la part du mécanicien naviguant a causé l'arrêt des pompes d'injection d'eau, entraînant une baisse de poussée supplémentaire, parallèlement à la panne du moteur 3 (elle-même causée par la surchauffe des tuyaux de refroidissement de la turbine. C'est notamment en réactivant ce système que l'équipage a réussi à rejoindre l'aéroport.

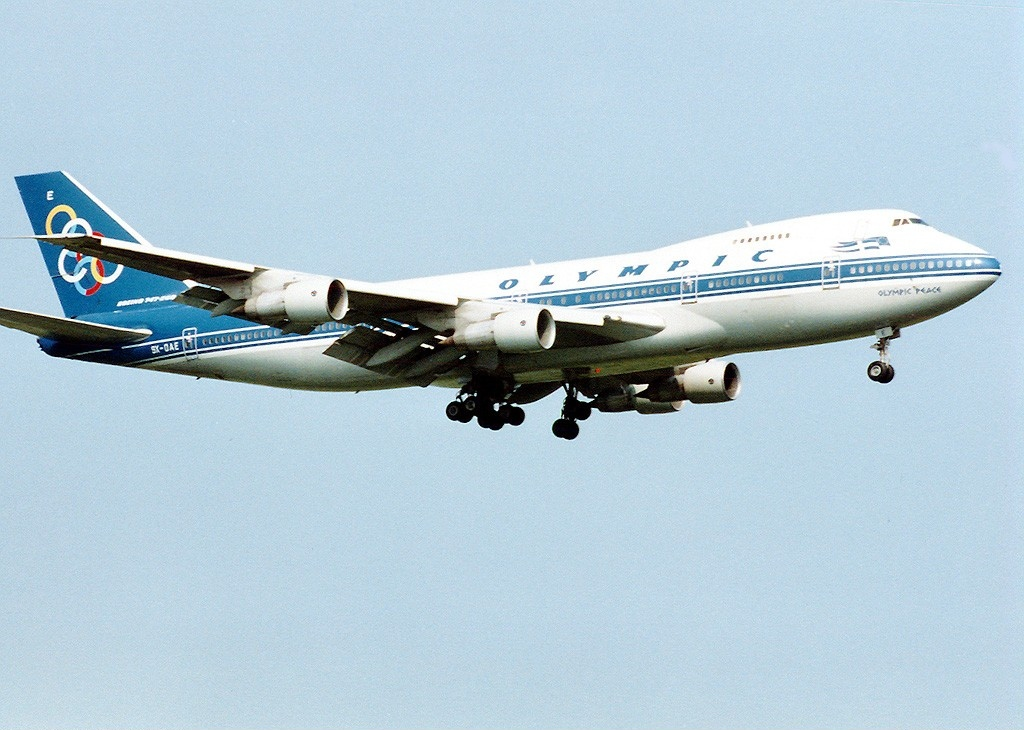
Boeing 747 d'Olympic Airlines semblable à celui impliqué dans l'incident du vol 411.

En 1984, avec trois nouveaux Boeing 747-200 achetés à Singapore Airlines, les liaisons avec le Canada et l'Australie ont été rétablies. Une nouvelle division Olympic Airways Cargo a été créée, grâce à la conversion du Boeing 707-320 « ville de Lindos », mais le succès ne fut pas au rendez-vous. En 1986, les difficultés s'accentuèrent : grèves et déficit de plus en plus important.
La gestion financière a été considérée comme responsable des graves difficultés financières des années 1980, ainsi que les vols gratuits accordés aux hommes politiques et à leur famille.
Olympic AirTours (Ολυμπιακή Τουριστική) filiale charter fut créée et très vite rebaptisée Macedonian Airlines.

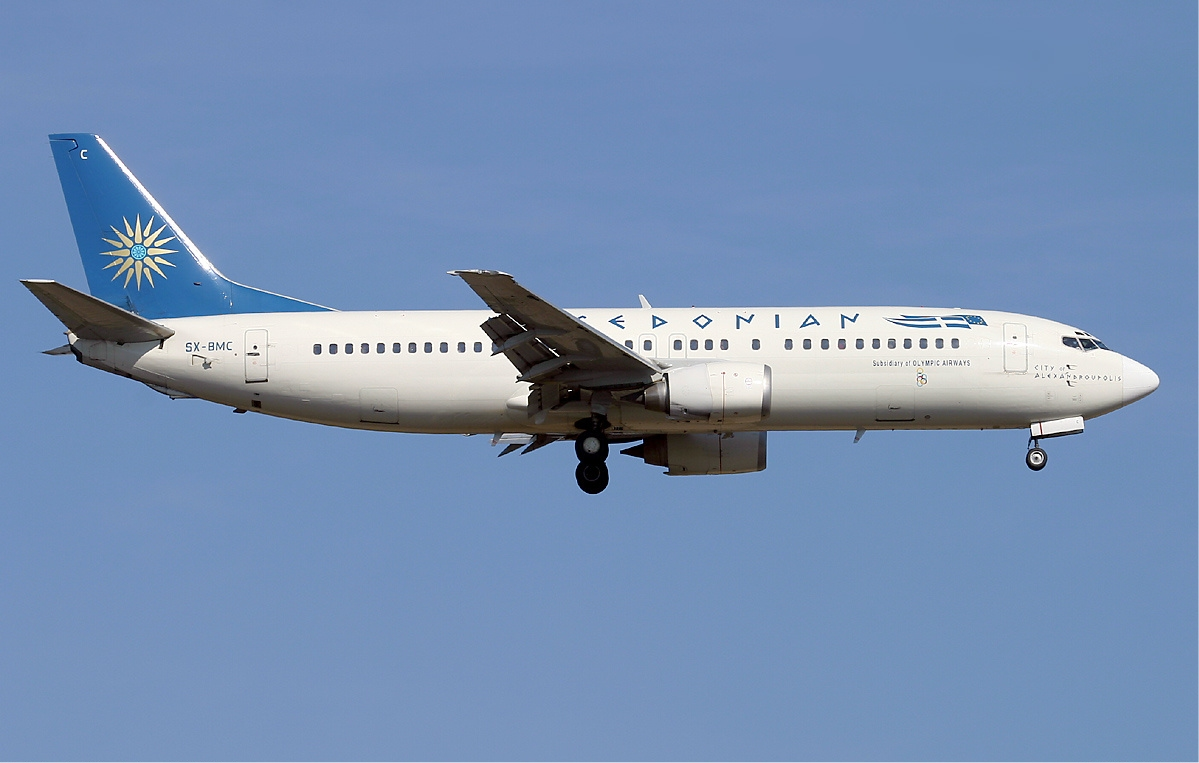
SX-BMC, un Boeing 737-400, sous les couleurs de Macedonian Airlines.

En 1990, une liaison vers Tokyo via Bangkok fut mise en place mais rapidement abandonnée, malgré un taux de remplissage de 95 %.
Olympic continua à acheter des avions (sept Boeing 737-400 en 1991, ainsi que la version avancée de l'A300, l'A300-600R et quatre Airbus A340-313X en 1999 pour remplacer les anciens 747-200). Mais, en raison de l'augmentation des pertes et des dettes, le gouvernement décida un programme de restructuration qui effacerait toutes les dettes. Mais, ce fut un échec, comme tous les plans suivants. Dans une ultime tentative de rendre la compagnie rentable, elle fut confiée à une filiale de British Airways, Speedwing. Mais, dettes et pertes continuèrent d'augmenter.

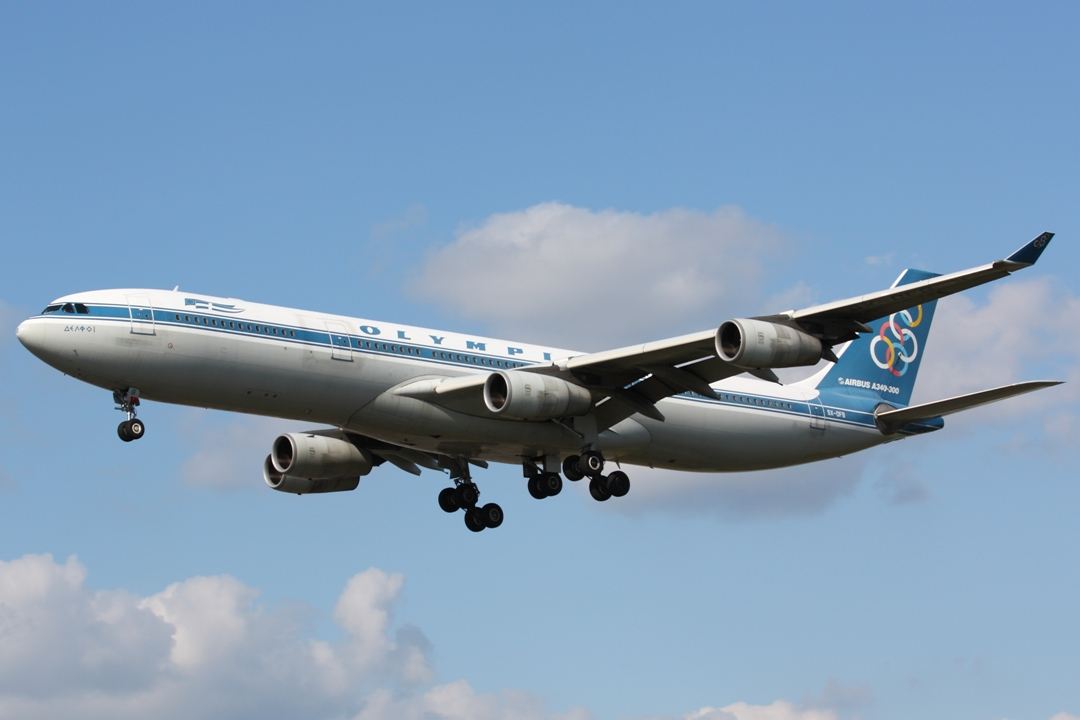
Airbus A340 d'Olympic Airlines

### D'Olympic Airways à Olympic Airlines

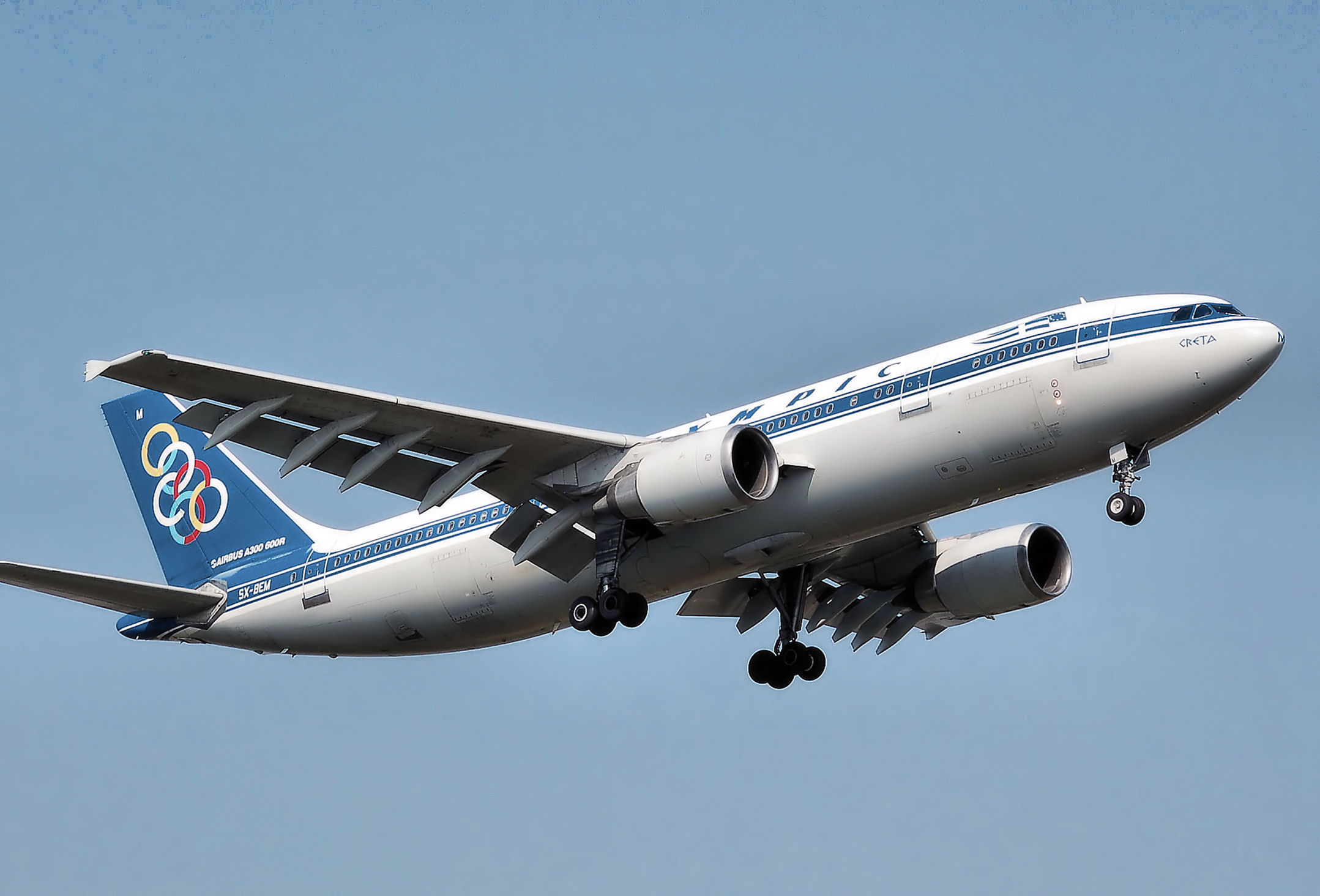
Airbus A300 à l'aéroport de Londres Heathrow en 2007.

En décembre 2003, en raison des pertes excessives, le groupe Olympic Airways (Olympic Airways, Olympic Aviation, Macedonian Airlines, Galileo Hellas et Olympic Fuel Company ; Olympic Catering ayant été vendu quelques mois plus tôt) fut restructuré par l'État grec qui créa Olympic Airlines SA puis décida de la privatiser en décembre 2004. Mais, la privatisation fut un échec : les acheteurs potentiels (Aegean Airlines, l'allemand LCC DBA et un consortium gréco-américain Olympic Investors se retirèrent) puis les aides d'État (700 millions d'Euros) pour renflouer la compagnie furent déclarées illégales par la Commission européenne qui imposa une forte amende à la compagnie.
Le gouvernement avait prévu de relancer l'entreprise sous forme de compagnie aérienne privée à la fin de 2006, sous le nom Panthéon Airways, dans lequel il serait actionnaire minoritaire, mais ce fut un nouvel échec. Un ballon d'oxygène fut cependant envoyé à Olympic cette même année lorsque les tribunaux obligèrent l'État grec à payer à la compagnie les 564 millions d'euros qu'il lui devait (subventions des liaisons avec les îles grecques et remboursement du déplacement vers le nouvel aéroport). Mais, l'argent fut utilisé pour payer l'amende de l'UE.
En 2007, Olympic introduisit un système de e-tickets, réservation en ligne, qui remplaçait le vieux système Hermès. Cette même année, Olympic Investors se déclara à nouveau intéressé par le rachat de la compagnie. Mais, en novembre 2007, la compagnie aérienne irlandaise Ryanair porta plainte, affirmant que la Commission européenne n'avait pas tenu compte du fait qu'Olympic n'avait pas remboursé ses dettes. Le 1er décembre 2007, le ministre des transports Kostis Hatzidakis annonça que les dettes du groupe s'élevaient à 2 milliards d'euros, et que la compagnie aérienne sous sa forme actuelle cesserait toute activité en 2008.
Le trafic d'Olympic avait cependant augmenté en 2007 : 5 977 104 passagers contre 5 500 000 passagers en 2006. La compagnie eut un chiffre d'affaires d'environ 780 millions d'euros dont 500 provenaient de vols internationaux.

### Disparition
Le vendredi 6 mars 2009, le ministre grec du Développement Kostis Hatzidakis annonce un accord avec le groupe gréco-émirati d'investissements Marfin (MIG) pour le rachat de la compagnie nationale endettée Olympic Airlines après accord de la commission interministérielle des privatisations et de la Commission européenne. Marfin avait déposé le 13 septembre, après l'échec d'un appel d'offres international lancé par le gouvernement en septembre dernier, une offre s'élevant à 45,7 millions d'euros pour le rachat des activités de vol d'Olympic Airlines.
Le 29 septembre 2009, Olympic Airlines opère son dernier vol (le vol 424) de Toronto à Athènes via Montréal.

## Flotte
Le 12 février 2009, soit quelques mois avant la disparition d'Olympic Airlines, sa flotte se composait des aéronefs suivants, :
| Type d'appareil         | Immatriculation | Date de livraison | Cabine  | Motorisation      |
| ----------------------- | --------------- | ----------------- | ------- | ----------------- |
| Airbus A340-313         | SX-DFA          | 28.01.1999        | C32Y263 | 4x CFMI CFM56-5C4 |
| Airbus A340-313         | SX-DFB          | 28.01.1999        | C32Y263 | 4x CFMI CFM56-5C4 |
| Airbus A340-313         | SX-DFC          | 14.10.1999        | C32Y263 | 4x CFMI CFM56-5C4 |
| Airbus A340-313         | SX-DFD          | 25.10.1999        | C32Y263 | 4x CFMI CFM56-5C4 |
| ATR 42-320              | SX-BPA          | 10.10.2008        | Y50     | 2x PWC PW121      |
| ATR 42-320              | SX-BIA          | 11.01.1990        | Y50     | 2x PWC PW121      |
| ATR 42-320              | SX-BIB          | 24.04.1990        | Y50     | 2x PWC PW121      |
| ATR 42-320              | SX-BIC          | 17.07.1990        | Y48     | 2x PWC PW121      |
| ATR 42-320              | SX-BID          | 15.05.1991        | Y50     | 2x PWC PW121      |
| ATR 42-320              | SX-BIM          | 04.12.2002        | Y50     | 2x PWC PW121      |
| ATR 42-320              | SX-BIN          | 28.11.2002        | Y50     | 2x PWC PW121      |
| ATR 72-202              | SX-BIE          | 28.06.1991        | Y68     | 2x PWC PW124B     |
| ATR 72-202              | SX-BIF          | 01.08.1991        | Y68     | 2x PWC PW124B     |
| ATR 72-202              | SX-BIG          | 09.04.1992        | Y68     | 2x PWC PW124B     |
| ATR 72-202              | SX-BIH          | 10.06.1992        | Y68     | 2x PWC PW124B     |
| ATR 72-202              | SX-BII          | 02.04.1993        | Y68     | 2x PWC PW124B     |
| ATR 72-202              | SX-BIK          | 11.06.1993        | Y68     | 2x PWC PW124B     |
| ATR 72-202              | SX-BIL          | 09.06.1995        | Y68     | 2x PWC PW124B     |
| Boeing 737-3Q8          | SX-BLC          | 25.06.2004        | CY136   | 2x CFMI CFM56-3B2 |
| Boeing 737-8M8          | SX-BLD          | 20.08.2008        | CY136   | 2x CFMI CFM56-3B2 |
| Boeing 737-484          | SX-BKA          | 10.09.1991        | CY150   | 2x CFMI CFM56-3C1 |
| Boeing 737-484          | SX-BKB          | 20.09.1991        | CY150   | 2x CFMI CFM56-3C1 |
| Boeing 737-484          | SX-BKC          | 30.09.1991        | CY150   | 2x CFMI CFM56-3C1 |
| Boeing 737-484          | SX-BKD          | 17.10.1991        | CY150   | 2x CFMI CFM56-3C1 |
| Boeing 737-484          | SX-BKE          | 13.11.1991        | CY150   | 2x CFMI CFM56-3C1 |
| Boeing 737-484          | SX-BKF          | 04.12.1991        | CY150   | 2x CFMI CFM56-3C1 |
| Boeing 737-484          | SX-BKG          | 03.06.1993        | CY150   | 2x CFMI CFM56-3C1 |
| Boeing 737-4Q8          | SX-BKH          | 22.06.1998        | CY150   | 2x CFMI CFM56-3C1 |
| Boeing 737-4Q8          | SX-BKI          | 23.06.1998        | CY150   | 2x CFMI CFM56-3C1 |
| Boeing 737-4Q8          | SX-BKK          | 23.05.1998        | CY150   | 2x CFMI CFM56-3C1 |
| Boeing 737-4Q8          | SX-BKM          | 23.07.1998        | CY150   | 2x CFMI CFM56-3C1 |
| Boeing 737-4Q8          | SX-BKN          | 10.07.1998        | CY150   | 2x CFMI CFM56-3C1 |
| Boeing 737-4Q8          | SX-BKT          | 06.06.2007        | CY150   | 2x CFMI CFM56-3C1 |
| Boeing 737-48E          | SX-BKU          | 28.08.2008        | CY150   | 2x CFMI CFM56-3C1 |
| Boeing 737-48E          | SX-BKX          | 27.07.2007        | CY150   | 2x CFMI CFM56-3C1 |
| Boeing 737-48E          | SX-BMD          | 21.10.2008        | CY150   | 2x CFMI CFM56-3C1 |
| Boeing 737-42J          | SX-BMC          | 03.08.2008        | CY150   | 2x CFMI CFM56-3C1 |
| Bombardier Dash 8 Q-102 | SX-BIO          | 30.10.2003        | Y37     | 2x PWC PW120A     |
| Bombardier Dash 8 Q-102 | SX-BIP          | 22.10.2003        | Y37     | 2x PWC PW120A     |
| Bombardier Dash 8 Q-102 | SX-BIQ          | 30.10.2003        | Y37     | 2x PWC PW120A     |
| Bombardier Dash 8 Q-102 | SX-BIR          | 27.08.2003        | Y37     | 2x PWC PW120A     |
| TOTAL                   | 41              | 41                | 41      | 41                |

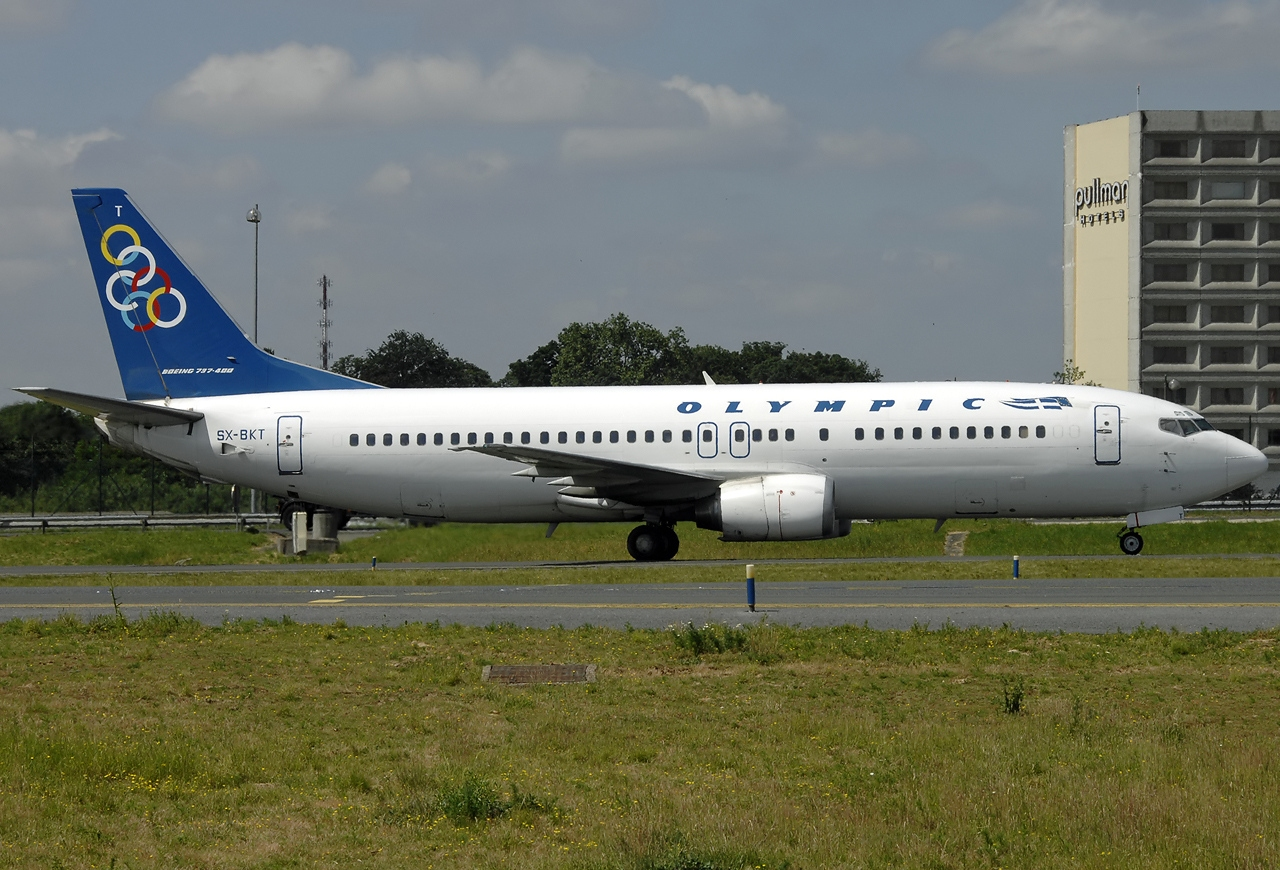
SX-BKT, un Boeing 737-400

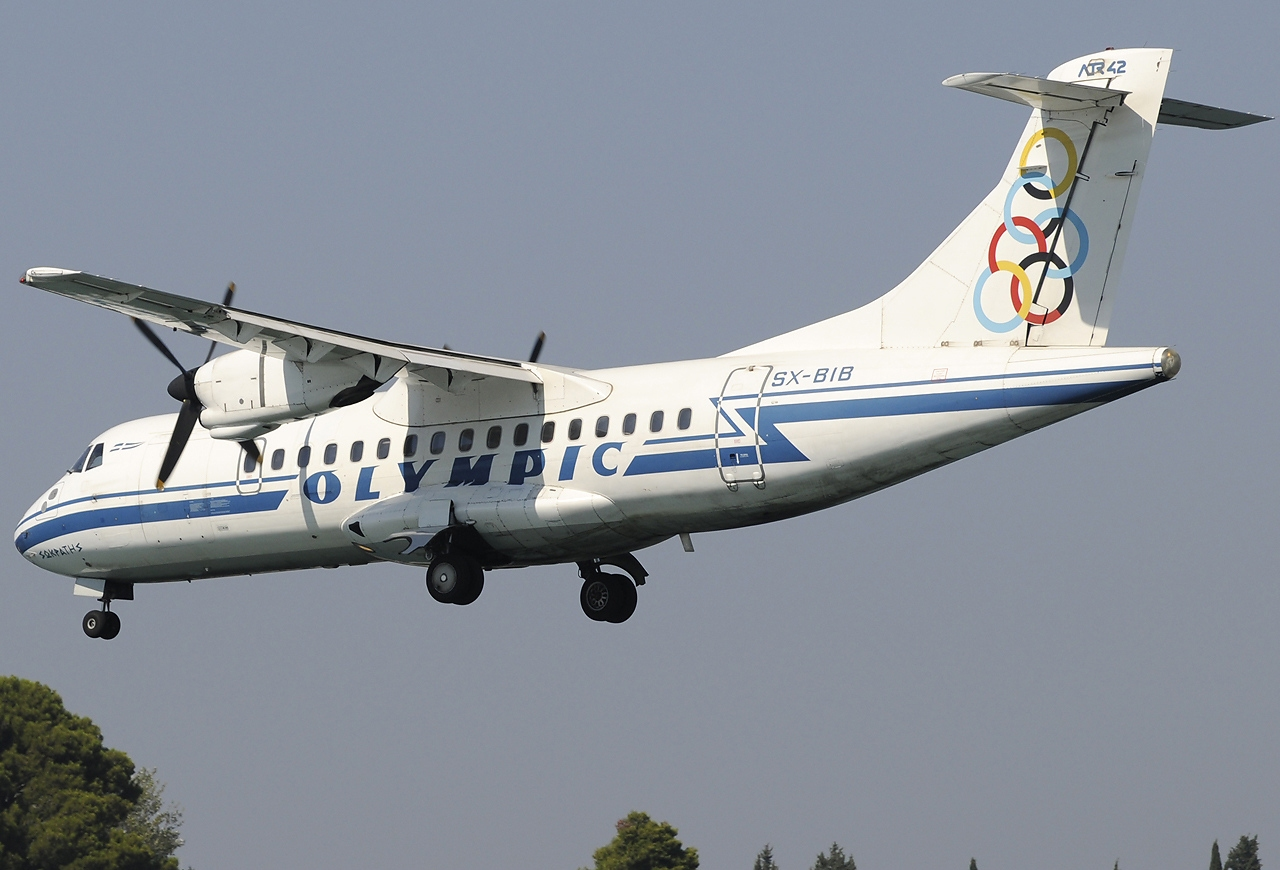
ATR 42 de la compagnie

Avant sa disparition, Olympic Airlines a notamment opéré des Airbus A300, Boeing 707/720, Boeing 717, Boeing 727, Boeing 747, Short 330, Sud-Aviation SA321 Super Frelon pour les îles grecques sans aéroport, NAMC YS-11, De Havilland Comet 4, Dornier 328, etc.

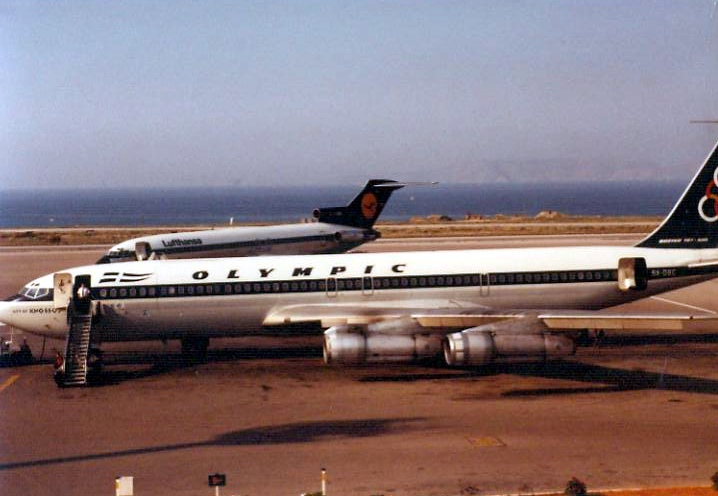
Un Boeing 707 à l'aéroport d'Héraklion

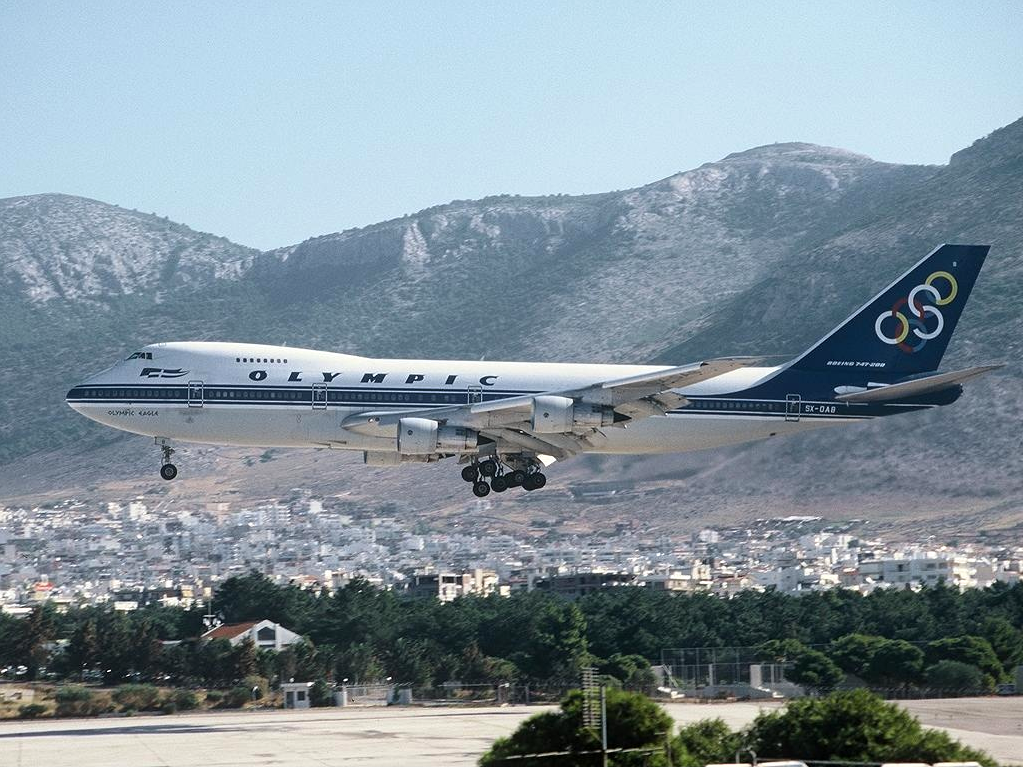
Boeing 747 atterrissant à l'aéroport d'Athènes